# UD Alagoana
Der União Desportiva Alagoana, auch in Kurzformen União Desportiva und UDA bekannt, ist ein Frauenfußballklub aus Maceió, im brasilianischen Bundesstaat Alagoas. Mit elf Staatsmeisterschaften ist UDA der erfolgreichste Klub des Verbandes.

## Geschichte
Das genaue Gründungsdatum von UDA ist nicht bekannt. Auf seinem Logo prangt die Jahreszahl 2010, welches aber auch für das Jahr seines ersten Titelgewinns stehen könnte. Denn ab 2009 soll der Klub in der Staatsmeisterschaft von Alagoas angetreten sein und hier den vierten Platz belegt haben. 2010 erfolgte der erste Titelgewinn in der Staatsmeisterschaft.
Der Gewinn des Titels 2013 qualifizierte UDA erstmals zur Teilnahme an einem nationalen Wettbewerb, dem Copa do Brasil, dem nationalen Pokalturnier. Beim Copa do Brasil de Futebol Feminino 2014 musste man in der ersten Runde gegen Associação Ferroviária de Esportes antreten. Beide Spiele waren eine Lehrstunde für den Neuling UDA, gingen diese doch mit 0:14 und 0:8 verloren.
Als Staatsmeister von 2016 debütierte UDA im Folgejahr das erste Mal im nationalen Ligabetrieb. Man trat in der Série A2, der zweiten Liga, an. In der Série A2 2017 trat der Klub in der Gruppe B mit sieben Konkurrenten um die ersten zwei Plätze für den Einzug ins Halbfinale an. Alle Halbfinalisten durften im Folgejahr an der Série A1 teilnehmen. UDA erreichte in seinen sieben Spielen zwei Siege bei 10:12 Toren. Dies reichte im Gesamtklassement der 16 Teilnehmer für den 13. Platz.
Als Serienmeister der Staatsmeisterschaft konnte der Klub auch in den Folgejahren an der Série A2 teilnehmen. Letztmalig qualifizierte man sich auf diese Weise 2021. Seit 2022 wird die Série A2 im Ligasystem mit Auf- und Absteigern ausgespielt. Nach Beendigung der Série A2 2024 belegte UDA mit dem 13. Platz einen Abstiegsplatz und fand sich zur Saison 2025 in der Série A3 wieder. In der Série A3 2025 kämpfte sich die Mannschaft bis ins Viertelfinale. Gegner hier war der Doce Mel EC. Beide Klubs konnten auswärts jeweils mit 1:0 gewinnen, so dass die Entscheidung über den Einzug ins Halbfinale im Elfmeterschießen gefunden werden musste. Dieses konnte Doce Mel mit 4:3 für sich entscheiden. Als Viertelfinalist hatte sich UDA aber für die Rückkehr in die Série A2 für 2026 qualifiziert.

## Teilnahme an Fußballwettbewerben
| Wettbewerb                      | Teilnahmen                                           |
| ------------------------------- | ---------------------------------------------------- |
| Série A2                        | 08× – 2017, 2018, 2019, 2020, 2021, 2022, 2023, 2024 |
| Série A3                        | 01× – 2025                                           |
| Copa do Brasil                  | 04× – 2014, 2015, 2016, 2025                         |
| Staatsmeisterschaft von Alagoas | 16× – 2009–                                          |

## Erfolge
- Staatsmeisterschaft von Alagoas (11×): 2010, 2013, 2014, 2015, 2016, 2017, 2018, 2019, 2022, 2023, 2024